# Svátky dřeva v Žamberku

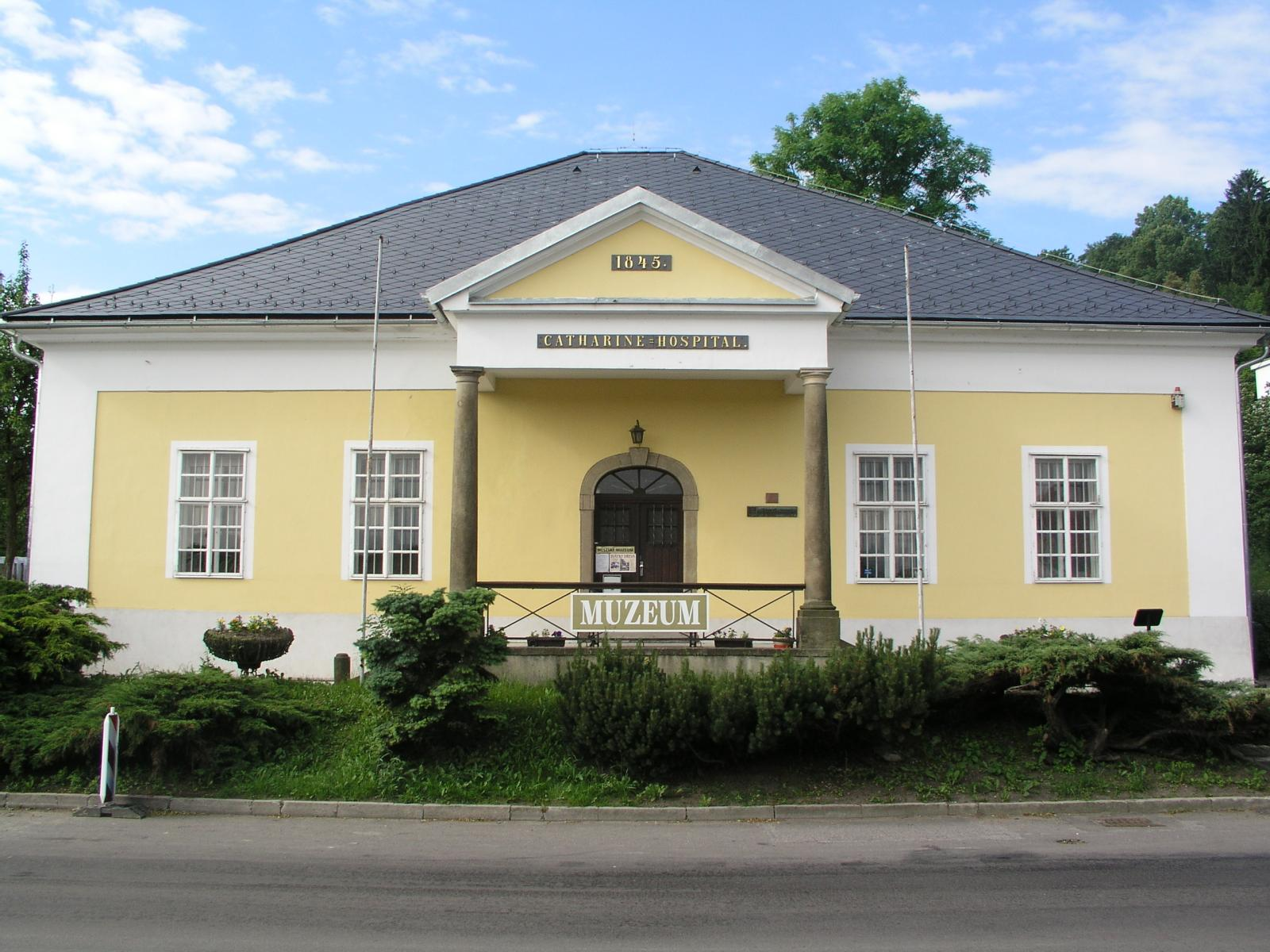
Část vystavovaných exponátů bývá umístěna také v prostorách empírové budovy Městského muzea v Kateřínském špitálu v Žamberku

Svátky dřeva v Žamberku jsou kulturně společenská událost, která je projevem úcty ke dřevu jako materiálu a uznáním řemeslné a umělecké práce minulých generací. Konají se každoročně v měsíci červnu ve třech dnech (od pátku do neděle) ve Střední škole obchodu, řemesel a služeb v Žamberku v renesanční budově žamberského zámku.

## Tradice
Myšlenka konání Svátků dřeva v Žamberku, v okrese Ústí nad Orlicí v Pardubickém kraji, se zrodila v Městském muzeu v Žamberku v roce 2001 z iniciativy Doc. PhDr. Václava Šplíchala, CSc., který se spolu s ředitelkou Městského muzea v Žamberku PhDr. Marií Otavovou zasloužil o to, aby mohlo být prezentováno umění žijících i již nežijících mistrů řemesel, kteří opracovávají dřevo. Svátky dřeva byly realizovány v rámci projektu „Člověk a dřevo“ jako výraz pochopení a docenění místní bohaté regionální tradice práce se dřevem i jako doklad úcty ke dřevu a uznání řemeslné a umělecké práce minulých generací i současných mistrů řemesel a uměleckých tvůrců. 

## Program
První dva ročníky (2001 a 2002) byly zasvěceny zpracovatelům dřeva a řezbářům. III. ročník (2003) byl ve spolupráci s Muzeem loutkářských kultur v Chrudimi zaměřen na výrobu loutek. IV. ročník (2004) byl orientován především na výrobu hudebních nástrojů. 
Počínaje V. ročníkem (2005), jehož hlavní náplní byla výstava historického, slohového, dobového, uměleckého a moderního nábytku, byla část programu přemístěna do budovy SOU v zámku. VI. ročník (2006) byl orientován na výrobu a prodej hraček. Do kategorie vystavujících mistrů řemesel a uměleckých tvůrců patřili vedle řezbářů, loutkářů, betlemářů, hračkářů, nábytkářů, intarzistů a výrobců hudebních nástrojů i výrobci dřevěných šperků, modeláři, malíři na dřevo, na plátno i sklo, řezbáři opracovávající dřevo motorovou pilou, soustružníci a korytáři, výrobci masek a dřevěných zbraní 
a umělečtí zpracovatelé dalších přírodních materiálů.
VII. ročník (2007) byl orientován na dřevěný dům a tradiční řemesla, tesařství, šindelářství, pilařství a podlahářství. Výstavu a kulturní programy navštívilo na 2.200 návštěvníků a 573 hostů. VIII. ročník (2008) byl zaměřen na práce kolářů, kočárníků, karosářů a zhotovitelů saní, kterého se zúčastnilo 1.850 návštěvníků. 

## Účastníci
Vystavovatelé ve všech dosud konaných ročnících:
Umělečtí řezbáři: Beneš Vladimír ze Sobkovic, Buncko Jaroslav z Rajhradic, Ing. Cukor Stanislav ze Žamberka, Fait Václav z Letohradu, Faltus Josef z Jablonného n.Orl, Hrudka Štefan z Vlčkovic, Ing. Jedlička Karel ze Žamberka, Ježek Jan z Dobrušky,
Mann Jiří ze Žamberka, Patřičný Martin z Debrna, Pecháček Jiří z Dolní Dobrouče, Rejman Jan z Vysokého Mýta, Rejmanová Lada z Vysokého Mýta, Sedláček Vladimír z České Rybné, Stančík Petr z Rychnova nad Kněžnou, Steffan Petr z Městečka Trnávka, Šilar Bedřich z Lanškrouna, Fa Weihrauch ze Žamberka.
Řezbáři motorovou pilou a dlabáním: Ciprián Josef z Podhradí, Kanaloš Štefan z Ostravy, Pecháček Jaroslav z Hřibin, Petr Martin ze Žamberka, Rázek Jan z Javornice, Woth Jakub z Deštného.
Soustružníci dřeva: Faltus Ladislav z Jablonného n.Orl., Hejl Vlastimil z Letovic, Macháček Drahoslav z Týniště nad Orlicí.
Betlemáři: Ing. Roda Jan z Prahy, Vokoun Jan z Třebechovic pod Orebem, Vyhnálek Vlastimil z Dolní Čermné.
Loutkáři: Haldová Jarmila ze Sedloňova, Koloděj Jaroslav ze Senice u Chrudimi, Petr Martin ze Žamberka, Ing. Roda Jan z Prahy, Šilar Bedřich z Lanškrouna, Tapušíková Lenka a Tapušík Pavel z Dolního Třešňovce, Vokoun Jan z Třebechovic pod Orebem.
Výrobci hraček: Fa Blank, a.s. z Ústí nad Orlicí, Boženík Zdeněk z Bruntálu, Bukáček Zdeněk z Krouné, Fousek Zdeněk ze Svineckých Dvorů, Chládkovi Ladislav a Růžena z Výprachtic, Kara Tibor z Deštného v Orl.h., manželé Křenkovi z Chocně, Linhart Vladimír, Lipenský Jaroslav ze Žamberka, Mrozek Radovan z Mistrovic, Ing. Trdlička Jan z Černilova. 
Tvůrci dřevěných šperků: Radvan František ze Žampachu.
Tvůrci masek a šachů: Friml Jan z Jablonného n.Orl., Tříska Miroslav z Plzně.
Intarzisté: Mařík Jan z Dolní Dobrouče. 
Malíři na dřevo a sklo: Haldová Jarmila ze Sedloňova, Hejnák Václav z Výprachtic, Krátká Marta ze Zbudova, František Komůrka z Kameničné, Mgr. Martincová Ilona ze Žamberka, Jiří Ondra z Moravské Třebové, Ing. arch. Trejtnar František z Hradce Králové,
Tvůrci a restaurátoři hudebních nástrojů: Bureš Pavel ze Žamberka, Červenka Jiří z Jakubovic, Červenka Milan z Horní Dobrouče, Šťovíček Jan z Letohradu.
Výrobci nábytku: Fajt Jiří – Jablonné n.Orl., Fa Dřevotvar z Jablonného n.Orl., Kmeť Mychajlo s firmou Fajt, Krejsa Pavel, Jablonné nad Orlicí, Městské muzeum Žamberk, Fa NATIV styl z Jablonného n.Orl., Novák Pavel z Jablonného n.Orl., Středisko praktického vyučování Žamberk, Starý z Chocně, Šulc Martin ze Žamberka.
Modeláři: Jakubec Martin z Letohradu, Landová Marta z Prahy, Semerák Robert z Dobrušky, Ing. Štěpán Miroslav ze Žamberka.
Výrobci dřevěných zbraní: Klatka Martin z Kunvaldu. 
Stavitelé a restaurátoři dřevěných domů: Kalous Vlastimil z Klášterce nad Orlicí, Fa Krögler Stanislav z Klášterce nad Orlicí, Vaňous Milan ze Žamberka, Fa ŽIVA,a.s. Klášterec nad Orlicí.
Koláři, kočárníci a karosáři: Dudek Jiří z Lukavice, Kalousek Vladimír z Písečné.